# Blackbird
Blackbird, jedno od sela i seoskih bandi Chippewa Indijanaca koji su živjeli uz rijeku Tittibawassee (Tetabawasink) u okrugu Saginaw u Michiganu. Selo koje po poglavici nosi naziv Black Bird's Village, nalazilo se u blizini Freelanda, uz rijeku koju u ugovoru iz 1819 nazivaju Tetabawasink, gdje će po istom dobiti rezervat na površini od 6,000 akera, kojeg su prodali 1837.
Ime poglavice po kojem selo nosi ime ne smije se brkati s Ottawa-povjesničarom Andrew Jackson Blackbirdom koji se rodio oko 1815. u selu L'Arbre Croche.